# 키니코스 학파

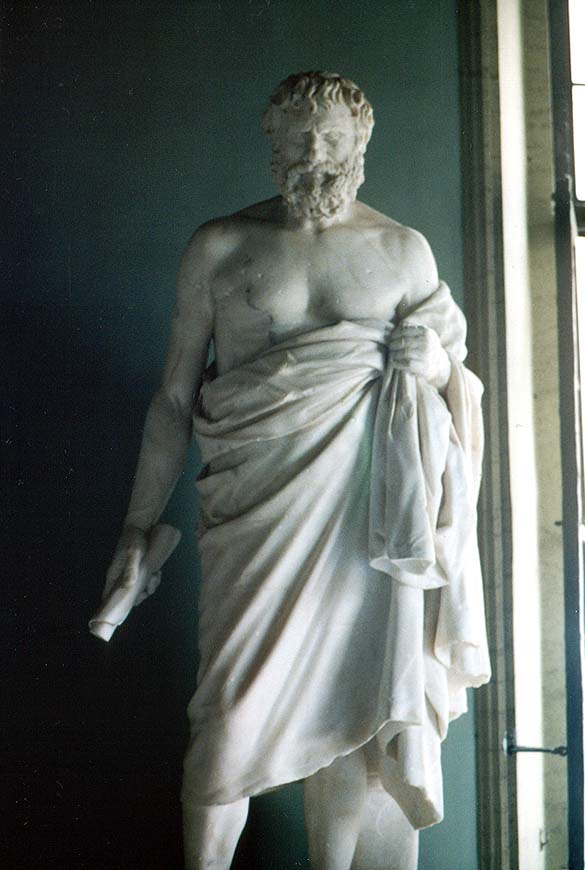
어떤 견유 철학자상. 로마시대. 로마 카피톨리노 박물관 소장. 오른손에 있는 두루마리는 18세기에 만든 것이다. 아마도 지팡이를 짚고 있었을 것이다.

키니코스 학파(고대 그리스어: Κυνικός 퀴니코스[*], 라틴어: Cynici) 또는 견유학파(犬儒學派)는 자연과 일치된, 자연스러운 삶을 추구하는 그리스 운동, 또는 이를 따르는 철학자들을 말한다. "견유"라고 번역된 이름은 그리스어로 개를 의미하는 "Κύνος에서 왔다.

## 초기 역사

### 안티스테네스 (기원전 444년-365년경)
견유 운동의 역사는 안티스테네스에서부터 시작한다. 그는 소크라테스의 가장 중요한 제자 중의 하나였다. 안티스테네스는 다음과 같이 말했다.
"나는 내가 배고프지 않을 만큼, 목마르지 않을 만큼 가졌다. 벗지 않을 만큼 입었다. 밖에 있을 때는 저 부자 칼리아스보다도 더 떨지 않고 안락하다. 안에 있을 때는 따듯한데 왜 옷이 필요한가?"

### 시노페의 디오게네스 (기원전 412-323년경)
견유 운동의 가장 대표적인 인물은 시노페의 디오게네스이다. 원래는 고향에서 위조 동전을 가려내어 폭로하여 곤란을 겪게 된 아버지와 같이 아테네에 도망왔다. ("돈을 훼손하다"는 말은 나중에 디오게네스의 삶을 묘사하는 대표적인 관용구가 된다.) 전승에 의하면 디오게네스는 안티스테네스의 제자가 되지만, 사실 그들이 만났다는 근거조차 없다. 사실은 디오게네스가 안티스테네스의 가르침을 받아들이고 그러한 삶--- 자족(아우타케이아), 절약(아스키시스), 부끄럼없음(아나이데이아)---을 수행하게 되었다고 보는 것이 옳다. 그의 수행에는 많은 기막힌 일화가 전해진다. 예를 들면 길에서 자거나 날고기를 먹는 것 등이었다. 이들 중 어떤 것이 진짜인지는 알 길이 없으나, 그의 윤리적인 진지함을 포함하는 사람의 됨됨이를 엿볼 수는 있다. 그는 나중에 "개(Greek: κύων, cyon)"로 알려지게 되며, 견유라는 말도 여기에서 왔다고 보인다.

## 같이 보기
- 금욕주의
- 그리스도 때문에 어리석음
- 자연법
- 스토아 학파
- 디온 크리소스토모스
- 에픽테토스